# روبنسون ستيفينين
روبنسون ستيفينين (بالفرنسية: Robinson Stévenin) هو ممثل فرنسي ولد في 1 مارس 1981.

## الحياة الشخصية
والده هو الممثل جان فرانسوا ستيفنين. كذلك يعمل في مهنة التمثيل شقيقه ساغامور ستيفنين، وبيير ستيفنين، وشقيقته سالومي ستيفنين.